# Potamot à grandes feuilles
Potamogeton amplifolius
Espèce
Classification phylogénétique
Le Potamot à grandes feuilles (Potamogeton amplifolius) est une espèce de plantes de la famille des Potamogetonaceae.